# كيندال واستون
كيندال واستون (بالإسبانية: Kendall Waston)‏ (و. 1988  م) هو لاعب كرة قدم، من كوستاريكا، ولد في ليمون، شارك في 2005 CONCACAF U17 Tournament ‏، وكأس الكونكاكاف الذهبية 2013، وكأس الكونكاكاف الذهبية 2015، وتصفيات أمريكا الشمالية لكأس العالم 2018 ‏، وكوبا أمريكا المئوية، وتصفيات أمريكا الشمالية لكأس العالم 2014، وكأس العالم تحت 20 سنة لكرة القدم 2007، و2008 CONCACAF Men's Olympic Qualifying qualification ‏، وكأس العالم تحت 17 سنة لكرة القدم 2005، و2007 U-20 World Cup CONCACAF qualifying tournament ‏، وكأس الكونكاكاف الذهبية 2017، يلعب كقلب الدفاع (كرة القدم).

## روابط خارجية
- كيندال واستون على موقع الاتحاد الدولي (مؤرشف)  (الإنجليزية)
- كيندال واستون على موقع الدوري الأمريكي (الإنجليزية)
- كيندال واستون على موقع إي إس بي إن إف سي (الإنجليزية)
- كيندال واستون على موقع قاعدة بيانات كرة القدم.إي يو (الإنجليزية)
- كيندال واستون على موقع ناشيونال فوتبول تيمز (الإنجليزية)
- كيندال واستون على موقع Soccerbase.com (لاعب) (الإنجليزية)
- كيندال واستون على موقع Soccerway.com (الإنجليزية)
- كيندال واستون على موقع عالم كرة القدم.نت (الإنجليزية)
- كيندال واستون على موقع AS.com (الإسبانية)